# Mülsen
Mülsen este o comună din landul Saxonia, Germania.